# Джабер II
Джабер II (Джабер аль-Мубарак ас-Сабах) (араб. جابر المبارك آل صباح‎) (1860 — 5 февраля 1917) — 8-й шейх Кувейта из династии ас-Сабах (1915—1917).

## Биография
Старший сын и преемник 7-го кувейтского шейха Мубарака аль-Кабира (Великого) (1896—1915). Мать — Шейха бинт Дуайдж ас-Сабах.
Джабер был правой рукой отца, шейха Мубарака. Он лично участвовал в дворцовом перевороте 1896 года, а позже заменял отца во время его отлучек.
В ноябре 1915 года после смерти своего отца Мубарака Великого Джабер II унаследовал кувейтский престол.
Новый шейх отменил налог на недвижимость и изгнал из Кувейта аджманов — противников эмира Неджда Абдель Азиза ибн Сауда, с которым у шейха него были дружеские отношения.
Кувейтский шейх Джабер ас-Сабах был амбициозен, честолюбив и независим и постоянно конфликтовал с англичанами.
5 февраля 1917 года 57-летний Джабер скончался, ему наследовал младший брат Салем (1917—1921).